# Masdevallia schroederae
Masdevallia schroederae là một loài thực vật có hoa trong họ Lan. Loài này được Boos mô tả khoa học đầu tiên năm 1931.